# Colorado City (Kolorado)
Colorado City – jednostka osadnicza w Stanach Zjednoczonych, w stanie Kolorado, w hrabstwie Pueblo.